# Edizioni di Viva Rai2!
In questa voce sono elencate e descritte le due edizioni del programma Viva Rai2!, andato in onda nella fascia mattutina di Rai 2 dal 5 dicembre 2022 al 10 maggio 2024 con la conduzione di Rosario Fiorello e con la partecipazione di Fabrizio Biggio e Mauro Casciari.

## Prima edizione (2022-2023)
La prima edizione di Viva Rai2! è andata in onda su Rai 2 dal 5 dicembre 2022 al 9 giugno 2023, con la conduzione di Rosario Fiorello e con la partecipazione di Fabrizio Biggio e Mauro Casciari, da via Asiago 10 a Roma.
| Puntata | Messa in onda    | Ospiti                                                                                                  | Ospiti                                                                       | Ascolti        | Ascolti | Ascolti |
| Puntata | Messa in onda    | Dal vivo                                                                                                | In collegamento video/telefonico                                             | Telespettatori | Share   | Fonte   |
| ------- | ---------------- | --- | ---------------------------------------------------------------------------- | -------------- | ------- | ------- |
| 1       | 5 dicembre 2022  | Amadeus, Annalisa, Carolyn Smith, Lillo                                                                 | Francesca Fagnani, Maria De Filippi                                          | 683 000        | 14,10%  | [ 5 ]   |
| 2       | 6 dicembre 2022  | Roberto Gualtieri, Alessandro Cattelan                                                                  | Antonella Clerici                                                            | 618 000        | 13,30%  | [ 6 ]   |
| 3       | 7 dicembre 2022  | Cristiano Malgioglio                                                                                    | –                                                                            | 706 000        | 15,00%  | [ 7 ]   |
| 4       | 8 dicembre 2022  | Jack Savoretti, Massimo Stano                                                                           | –                                                                            | 466 000        | 12,70%  | [ 8 ]   |
| 5       | 9 dicembre 2022  | Salvo Sottile, Malika Ayane                                                                             | –                                                                            | 544 000        | 13,00%  | [ 9 ]   |
| 6       | 12 dicembre 2022 | Carlo Conti, Noemi, Antonino                                                                            | –                                                                            | 671 000        | 14,50%  | [ 10 ]  |
| 7       | 13 dicembre 2022 | Gabriele Muccino, Orietta Berti                                                                         | Sofia Goggia                                                                 | 706 000        | 14,90%  | [ 11 ]  |
| 8       | 14 dicembre 2022 | Jalisse, Bruno Vespa                                                                                    | –                                                                            | 762 000        | 16,40%  | [ 12 ]  |
| 9       | 15 dicembre 2022 | Alexia, Santi Francesi                                                                                  | Gregorio Paltrinieri                                                         | 736 000        | 15,90%  | [ 13 ]  |
| 10      | 16 dicembre 2022 | Fabio De Luigi, Mahmood, Alessia Pintossi                                                               | Amadeus, Gianni Morandi                                                      | 737 000        | 15,70%  | [ 14 ]  |
| 11      | 19 dicembre 2022 | Achille Lauro, Alessia Marcuzzi                                                                         | –                                                                            | 657 000        | 14,00%  | [ 15 ]  |
| 12      | 20 dicembre 2022 | Gigi D'Alessio, Katia Follesa                                                                           | –                                                                            | 777 000        | 16,00%  | [ 16 ]  |
| 13      | 21 dicembre 2022 | Francesco Gabbani, Massimiliano Pani                                                                    | –                                                                            | 744 000        | 16,40%  | [ 17 ]  |
| 14      | 22 dicembre 2022 | Nek, Ivan Talarico, Claudio Santamaria                                                                  | Amadeus                                                                      | 751 000        | 16,10%  | [ 18 ]  |
| 15      | 23 dicembre 2022 | Anna Foglietta, Michele Gioia, Federica Longo, Serena Rossi, Walter Veltroni                            | –                                                                            | 727 000        | 16,70%  | [ 19 ]  |
| 16      | 16 gennaio 2023  | Jovanotti                                                                                               | Amadeus, Pooh                                                                | 655 000        | 14,10%  | [ 20 ]  |
| 17      | 17 gennaio 2023  | Lo Stato Sociale                                                                                        | Alessandro Cattelan                                                          | 686 000        | 14,80%  | [ 21 ]  |
| 18      | 18 gennaio 2023  | Ilenia Pastorelli, Drast, Gabriella Germani                                                             | –                                                                            | 680 000        | 14,60%  | [ 22 ]  |
| 19      | 19 gennaio 2023  | Alfa, Marco Masini, Pauline Fanton, Edoardo Giugliarelli                                                | –                                                                            | 720 000        | 14,70%  | [ 23 ]  |
| 20      | 20 gennaio 2023  | Elena D'Amario, Toni Fornari, Emanuela Fresi, Stefano Fresi, Michele Gioia, Federica Longo              | –                                                                            | 632 000        | 13,40%  | [ 24 ]  |
| 21      | 23 gennaio 2023  | Ilenia Pastorelli, Fulminacci                                                                           | –                                                                            | 632 000        | 13,40%  | [ 25 ]  |
| 22      | 24 gennaio 2023  | Laura Chimenti, Gué Pequeno, Max Giusti                                                                 | –                                                                            | 637 000        | 14,20%  | [ 26 ]  |
| 23      | 25 gennaio 2023  | Oblivion                                                                                                | Alessandro Cattelan                                                          | 637 000        | 14,00%  | [ 27 ]  |
| 24      | 26 gennaio 2023  | Shade, Eleonora Abbagnato                                                                               | –                                                                            | 677 000        | 14,20%  | [ 28 ]  |
| 25      | 27 gennaio 2023  | Fabio Rovazzi, Stefano Domenicali, Valerio Mastandrea, Vincenzo Mollica                                 | –                                                                            | 757 000        | 15,80%  | [ 29 ]  |
| 26      | 30 gennaio 2023  | Le Vibrazioni                                                                                           | –                                                                            | 644 000        | 13,90%  | [ 30 ]  |
| 27      | 31 gennaio 2023  | Matilde Gioli, Negramaro                                                                                | –                                                                            | 746 000        | 16,10%  | [ 31 ]  |
| 28      | 1º febbraio 2023 | Raffaele Paganini, Gemelli di Guidonia                                                                  | –                                                                            | 785 000        | 16,70%  | [ 32 ]  |
| 29      | 2 febbraio 2023  | Lucrezia Lando, Donatella Rettore, Tancredi                                                             | –                                                                            | 756 000        | 15,80%  | [ 33 ]  |
| 30      | 3 febbraio 2023  | Lillo, Enzo Paolo Turchi                                                                                | –                                                                            | 741 000        | 15,70%  | [ 34 ]  |
| 31      | 6 febbraio 2023  | Francesca Chillemi                                                                                      | Amadeus                                                                      | 805 000        | 15,80%  | [ 35 ]  |
| 32      | 7 febbraio 2023  | Cristina D'Avena                                                                                        | Fedez, Luis Sal, Martin Sal, Beppe Vessicchio, Paolo Sommaruga, Carolina Rey | 742 000        | 15,08%  | [ 36 ]  |
| 33      | 13 febbraio 2023 | Mr. Rain, Nicoletta Manni                                                                               | –                                                                            | 750 000        | 16,30%  | [ 37 ]  |
| 34      | 14 febbraio 2023 | Paola & Chiara, Valentina Romani, Matteo Paolillo, Massimiliano Caiazzo, Nicolas Maupas, Nicolò Galasso | Alessia Marcuzzi                                                             | 876 000        | 18,11%  | [ 38 ]  |
| 35      | 15 febbraio 2023 | Max Pezzali, Michelle Hunziker, Katia Follesa                                                           | –                                                                            | 897 000        | 18,48%  | [ 39 ]  |
| 36      | 16 febbraio 2023 | Angelo Pintus, Tananai                                                                                  | –                                                                            | 860 000        | 17,63%  | [ 40 ]  |
| 37      | 17 febbraio 2023 | Michele Gioia, Federica Longo, Matilda De Angelis                                                       | –                                                                            | 777 000        | 16,04%  | [ 41 ]  |
| 38      | 20 febbraio 2023 | Coma Cose                                                                                               | –                                                                            | 763 000        | 16,03%  | [ 42 ]  |
| 39      | 21 febbraio 2023 | Pilar Fogliati                                                                                          | –                                                                            | 865 000        | 18,85%  | [ 43 ]  |
| 40      | 22 febbraio 2023 | David Zed, Levante, Samanta Togni                                                                       | Amadeus                                                                      | 810 000        | 16,64%  | [ 44 ]  |
| 41      | 23 febbraio 2023 | Colapesce Dimartino                                                                                     | –                                                                            | 914 000        | 18,91%  | [ 45 ]  |
| 42      | 24 febbraio 2023 | Silvio Martino, Gabriele Sarmiento, Olly                                                                | Valentino Rossi                                                              | 848 000        | 16,67%  | [ 46 ]  |
| 43      | 27 febbraio 2023 | Angelo Duro, Ultimo                                                                                     | Sofia Goggia                                                                 | 911 000        | 16,86%  | [ 47 ]  |
| 44      | 28 febbraio 2023 | Giorgia                                                                                                 | –                                                                            | 830 000        | 16,68%  | [ 48 ]  |
| 45      | 1º marzo 2023    | I Cugini di Campagna, Gabrielle Sarmiento                                                               | –                                                                            | 861 000        | 16,57%  | [ 49 ]  |
| 46      | 2 marzo 2023     | Ariete, Giancarlo Commare                                                                               | Gigi D'Alessio                                                               | 908 000        | 17,13%  | [ 50 ]  |
| 47      | 3 marzo 2023     | Gianmaria, Marco Marzocca, Gabrielle Sarmiento, Federica Longo                                          | –                                                                            | 846 000        | 15,91%  | [ 51 ]  |
| 48      | 6 marzo 2023     | Leo Gassmann, Lino Guanciale                                                                            | –                                                                            | 916 000        | 17,79%  | [ 52 ]  |
| 49      | 7 marzo 2023     | Maria Teresa Reale, Sethu                                                                               | –                                                                            | 883 000        | 17,02%  | [ 53 ]  |
| 50      | 8 marzo 2023     | Riccardo Rossi, Ditonellapiaga                                                                          | Antonello Venditti                                                           | 890 000        | 17,09%  | [ 54 ]  |
| 51      | 9 marzo 2023     | Lorella Boccia, Domenico Cuomo, Serena De Ferrari, Matteo Paolillo, Nicolò Galasso, Serena Codato       | –                                                                            | 949 000        | 18,28%  | [ 55 ]  |
| 52      | 10 marzo 2023    | Rosa Chemical, Raffaele Paganini, Gabrielle Sarmiento, Federica Longo                                   | –                                                                            | 964 000        | 18,19%  | [ 56 ]  |
| 53      | 13 marzo 2023    | Gabriele Muccino, Lazza                                                                                 | –                                                                            | 869 000        | 16,89%  | [ 57 ]  |
| 54      | 14 marzo 2023    | LDA | –                                                                            | 921 000        | 17,37%  | [ 58 ]  |
| 55      | 15 marzo 2023    | Francesca Michielin                                                                                     | –                                                                            | 976 000        | 18,07%  | [ 59 ]  |
| 56      | 16 marzo 2023    | Pierfrancesco Favino                                                                                    | –                                                                            | 920 000        | 17,39%  | [ 60 ]  |
| 57      | 17 marzo 2023    | Avincola, Il Tre, Giacomo Giorgio, Nicolò Galasso                                                       | –                                                                            | 807 000        | 15,84%  | [ 61 ]  |
| 58      | 20 marzo 2023    | Nek, Francesco Renga                                                                                    | Giorgia Meloni                                                               | 1 020 000      | 18,91%  | [ 62 ]  |
| 59      | 21 marzo 2023    | Colla Zio                                                                                               | Amadeus, Francesca Fagnani                                                   | 911 000        | 17,54%  | [ 63 ]  |
| 60      | 22 marzo 2023    | Amadeus, Giuseppe Fiorello, Gabriele Pizzurro                                                           | –                                                                            | 963 000        | 18,28%  | [ 64 ]  |
| 61      | 23 marzo 2023    | Rocco Papaleo                                                                                           | –                                                                            | 971 000        | 18,73%  | [ 65 ]  |
| 62      | 24 marzo 2023    | Tommaso Paradiso                                                                                        | Roberto Mancini                                                              | 963 000        | 18,27%  | [ 66 ]  |
| 63      | 27 marzo 2023    | Laura Pausini                                                                                           | –                                                                            | 765 000        | 16,14%  | [ 67 ]  |
| 64      | 28 marzo 2023    | Ofenbach                                                                                                | –                                                                            | 874 000        | 17,59%  | [ 68 ]  |
| 65      | 29 marzo 2023    | Walter Veltroni, Neri Marcorè, Matthew Lee                                                              | –                                                                            | 803 000        | 16,50%  | [ 69 ]  |
| 66      | 30 marzo 2023    | Clementino                                                                                              | –                                                                            | 840 000        | 16,96%  | [ 70 ]  |
| 67      | 31 marzo 2023    | Giovanni Toscano, Samuel Peron, Giulia Stabile                                                          | –                                                                            | 859 000        | 17,73%  | [ 71 ]  |
| 68      | 3 aprile 2023    | Sergio Bernal, Raf                                                                                      | –                                                                            | 832 000        | 17,34%  | [ 72 ]  |
| 69      | 4 aprile 2023    | Sofia Goggia, Madame                                                                                    | –                                                                            | 870 000        | 18,21%  | [ 73 ]  |
| 70      | 5 aprile 2023    | Diodato, Paolo Belli                                                                                    | Amadeus                                                                      | 965 000        | 18,84%  | [ 74 ]  |
| 71      | 12 aprile 2023   | Annalisa                                                                                                | –                                                                            | 851 000        | 17,54%  | [ 75 ]  |
| 72      | 13 aprile 2023   | Nina Zilli                                                                                              | –                                                                            | 890 000        | 17,96%  | [ 76 ]  |
| 73      | 14 aprile 2023   | Fasma, Rocío Muñoz Morales, Angelo Madonia                                                              | –                                                                            | 783 000        | 15,91%  | [ 77 ]  |
| 74      | 17 aprile 2023   | Pooh | –                                                                            | 845 000        | 17,67%  | [ 78 ]  |
| 75      | 18 aprile 2023   | Samuele Segreto, Drast                                                                                  | –                                                                            | 905 000        | 18,01%  | [ 79 ]  |
| 76      | 19 aprile 2023   | Biagio Antonacci                                                                                        | –                                                                            | 820 000        | 16,07%  | [ 80 ]  |
| 77      | 20 aprile 2023   | Massimo Ranieri                                                                                         | –                                                                            | 871 000        | 18,13%  | [ 81 ]  |
| 78      | 21 aprile 2023   | Enzo Avitabile, Ivan Talarico                                                                           | –                                                                            | 778 000        | 16,92%  | [ 82 ]  |
| 79      | 26 aprile 2023   | Stefano Bollani, Francesco Boccia, Isabella Alfano                                                      | –                                                                            | 784 000        | 16,07%  | [ 83 ]  |
| 80      | 27 aprile 2023   | Blanco, Emma D'Aquino                                                                                   | –                                                                            | 915 000        | 18,59%  | [ 84 ]  |
| 81      | 28 aprile 2023   | Vinicio Capossela, Carolina Crescentini                                                                 | –                                                                            | 921 000        | 18,85%  | [ 85 ]  |
| 82      | 1º maggio 2023   | Capone & BungtBangt                                                                                     | –                                                                            | 496 000        | 12,30%  | [ 86 ]  |
| 83      | 2 maggio 2023    | Ambra Angiolini                                                                                         | –                                                                            | 914 000        | 18,29%  | [ 87 ]  |
| 84      | 3 maggio 2023    | – | Matteo Renzi                                                                 | 813 000        | 16,05%  | [ 88 ]  |
| 85      | 4 maggio 2023    | The Violin Twins, Gaia                                                                                  | –                                                                            | 833 000        | 16,76%  | [ 89 ]  |
| 86      | 5 maggio 2023    | Gabriele Muccino, Francesco Scianna, Mariana Falace, Lucio Corsi, Roberto Bolle                         | –                                                                            | 834 000        | 16,14%  | [ 90 ]  |
| 87      | 8 maggio 2023    | Jovanotti                                                                                               | –                                                                            | 895 000        | 18,61%  | [ 91 ]  |
| 88      | 9 maggio 2023    | Gianni Morandi                                                                                          | Gabriele Corsi                                                               | 809 000        | 16,44%  | [ 92 ]  |
| 89      | 10 maggio 2023   | Pierpaolo Pretelli, Alessandra Tripoli, Fiorella Mannoia, Danilo Rea, Andrea Casta                      | –                                                                            | 798 000        | 15,78%  | [ 93 ]  |
| 90      | 11 maggio 2023   | Raiz, Stefano Lentini, Luca Argentero                                                                   | –                                                                            | 844 000        | 16,43%  | [ 94 ]  |
| 91      | 12 maggio 2023   | Mika, Ivan Talarico                                                                                     | Carlo Conti, Mara Maionchi                                                   | 930 000        | 18,54%  | [ 95 ]  |
| 92      | 15 maggio 2023   | Ghemon, Claudia Gerini                                                                                  | –                                                                            | 760 000        | 16,75%  | [ 96 ]  |
| 93      | 16 maggio 2023   | Claudio Baglioni, Ilenia Pastorelli, Angelica Fiorello                                                  | –                                                                            | 869 000        | 18,13%  | [ 97 ]  |
| 94      | 17 maggio 2023   | Arisa                                                                                                   | –                                                                            | 859 000        | 16,41%  | [ 98 ]  |
| 95      | 18 maggio 2023   | Tony Hadley                                                                                             | Alessandro Cattelan                                                          | 847 000        | 16,62%  | [ 99 ]  |
| 96      | 19 maggio 2023   | Boomdabash, Paola Cortellesi                                                                            | –                                                                            | 829 000        | 16,67%  | [ 100 ] |
| 97      | 22 maggio 2023   | Emma | –                                                                            | 821 000        | 16,32%  | [ 101 ] |
| 98      | 23 maggio 2023   | Angelina Mango, Beppe Carletti                                                                          | –                                                                            | 878 000        | 17,19%  | [ 102 ] |
| 99      | 24 maggio 2023   | Samuele Bersani                                                                                         | –                                                                            | 887 000        | 18,16%  | [ 103 ] |
| 100     | 25 maggio 2023   | Lorella Cuccarini, Manuel Franjo                                                                        | –                                                                            | 883 000        | 17,80%  | [ 104 ] |
| 101     | 26 maggio 2023   | Carmen Consoli                                                                                          | –                                                                            | 813 000        | 16,34%  | [ 105 ] |
| 102     | 29 maggio 2023   | Antonello Venditti, Raimondo Todaro, Riccardo Bocca                                                     | –                                                                            | 812 000        | 17,00%  | [ 106 ] |
| 103     | 30 maggio 2023   | Giovanni Caccamo, Al Bano                                                                               | Amadeus                                                                      | 924 000        | 19,02%  | [ 107 ] |
| 104     | 31 maggio 2023   | Alex Britti, Mattia Zenzola, Benedetta Vari                                                             | –                                                                            | 930 000        | 19,40%  | [ 108 ] |
| 105     | 1º giugno 2023   | Achille Lauro, Rose Villain                                                                             | Gigi D'Alessio, Marco Bellocchio                                             | 803 000        | 16,51%  | [ 109 ] |
| 106     | 2 giugno 2023    | Stefano Massini, Luca Barbarossa, Gemelli di Guidonia                                                   | –                                                                            | 575 000        | 13,75%  | [ 110 ] |
| 107     | 5 giugno 2023    | Rosa Chemical, Michele Zarrillo                                                                         | –                                                                            | 831 000        | 16,81%  | [ 111 ] |
| 108     | 6 giugno 2023    | Orietta Berti, Fabio Rovazzi                                                                            | –                                                                            | 879 000        | 17,58%  | [ 112 ] |
| 109     | 7 giugno 2023    | The Kolors, Sofia Goggia                                                                                | Pippo Baudo                                                                  | 882 000        | 18,20%  | [ 113 ] |
| 110     | 8 giugno 2023    | Rocco Hunt, Alexia, Andrea Perroni                                                                      | –                                                                            | 906 000        | 19,40%  | [ 114 ] |
| 111     | 9 giugno 2023    | Gabriele Muccino, Amadeus                                                                               | –                                                                            | 1 126 000      | 22,90%  | [ 115 ] |
| Media   | Media            | Media                                                                                                   | Media                                                                        | 814 000        | 16,64%  |         |

### Viva Rai2! Viva Sanremo! su Rai1
| Puntata | Messa in onda    | Ospiti         | Ospiti                                                                                    | Ascolti        | Ascolti     | Ascolti     | Ascolti        | Ascolti       | Ascolti       |
| Puntata | Messa in onda    | Dal vivo       | In collegamento video/telefonico                                                          | Prima parte    | Prima parte | Prima parte | Seconda parte  | Seconda parte | Seconda parte |
| Puntata | Messa in onda    | Dal vivo       | In collegamento video/telefonico                                                          | Telespettatori | Share       | Fonte       | Telespettatori | Share         | Fonte         |
| ------- | ---------------- | -------------- | ----------------------------------------------------------------------------------------- | -------------- | ----------- | ----------- | -------------- | ------------- | ------------- |
| 1       | 7 febbraio 2023  | –              | Amadeus, Gianni Morandi, Ultimo, Valeria Marini, Gianmaria, Daniel Bestonzo               | 2 468 000      | 60,25%      | [ 116 ]     | 1 447 000      | 52,10%        | [ 117 ]       |
| 2       | 8 febbraio 2023  | –              | Amadeus, Gianni Morandi, Valeria Marini, Angelo Duro, Elodie, Rosa Chemical, Fabio Gurian | 2 497 000      | 60,08%      | [ 117 ]     | 1 515 000      | 56,21%        | [ 118 ]       |
| 3       | 9 febbraio 2023  | Lillo          | Amadeus, Marco Mengoni, Giovanni Pallotti, Valeria Marini, Lazza                          | –              | –           | –           | 1 425 000      | 53,55%        | [ 119 ]       |
| 4       | 10 febbraio 2023 | Valeria Marini | Amadeus, Tananai, Fabio Gurian                                                            | –              | –           | –           | 1 933 000      | 61,70%        | [ 120 ]       |

## Seconda edizione (2023-2024)
La seconda ed ultima edizione di Viva Rai2! è andata in onda su Rai 2 dal 6 novembre 2023 al 10 maggio 2024, sempre con la conduzione di Rosario Fiorello e con la partecipazione di Fabrizio Biggio e Mauro Casciari, dal Foro Italico di Roma ad eccezione della puntata del 5 febbraio 2024 che viene trasmessa dal Glass Studio posto di fronte al teatro Ariston di Sanremo.
| Puntata | Messa in onda    | Ospiti                                                                                                 | Ospiti                           | Ascolti        | Ascolti | Ascolti |
| Puntata | Messa in onda    | Dal vivo                                                                                               | In collegamento video/telefonico | Telespettatori | Share   | Fonte   |
| ------- | ---------------- | --- | -------------------------------- | -------------- | ------- | ------- |
| 1       | 6 novembre 2023  | Marco Mengoni, Amadeus, Francesco Totti                                                                | Luciano Spalletti                | 1 055 000      | 20,20%  | [ 123 ] |
| 2       | 7 novembre 2023  | Colapesce Dimartino                                                                                    | –                                | 1 007 000      | 19,80%  | [ 124 ] |
| 3       | 8 novembre 2023  | Paola Cortellesi                                                                                       | –                                | 1 113 000      | 20,60%  | [ 125 ] |
| 4       | 9 novembre 2023  | Calcutta                                                                                               | –                                | 1 088 000      | 20,92%  | [ 126 ] |
| 5       | 10 novembre 2023 | Gilda Buttà, Irama, Rkomi                                                                              | –                                | 987 000        | 18,70%  | [ 127 ] |
| 6       | 13 novembre 2023 | Mahmood                                                                                                | Cristiano Malgioglio             | 1 072 000      | 20,90%  | [ 128 ] |
| 7       | 14 novembre 2023 | Pierfrancesco Favino                                                                                   | –                                | 1 040 000      | 20,50%  | [ 129 ] |
| 8       | 15 novembre 2023 | Gaia                                                                                                   | –                                | 1 005 000      | 20,00%  | [ 130 ] |
| 9       | 16 novembre 2023 | Marcella Bella                                                                                         | –                                | 989 000        | 19,80%  | [ 131 ] |
| 10      | 17 novembre 2023 | Emma, Giovanni Malagò                                                                                  | Federica Pellegrini              | 995 000        | 19,60%  | [ 132 ] |
| 11      | 20 novembre 2023 | Annalisa                                                                                               | –                                | 990 000        | 19,70%  | [ 133 ] |
| 12      | 21 novembre 2023 | Alessia Marcuzzi, Ettore Messina, Walter Veltroni, Fiorella Mannoia                                    | –                                | 1 009 000      | 19,55%  | [ 134 ] |
| 13      | 22 novembre 2023 | Eugenio in Via Di Gioia, Edoardo Leo                                                                   | –                                | 1 078 000      | 19,90%  | [ 135 ] |
| 14      | 23 novembre 2023 | Mr. Rain, Clara                                                                                        | Jovanotti                        | 1 011 000      | 19,30%  | [ 136 ] |
| 15      | 24 novembre 2023 | Achille Lauro, Sonia Sarno                                                                             | Filippo Volandri                 | 1 055 000      | 20,60%  | [ 137 ] |
| 16      | 27 novembre 2023 | Anna Foglietta, Lillo                                                                                  | –                                | 922 000        | 18,50%  | [ 138 ] |
| 17      | 28 novembre 2023 | Laura Pausini, i 12 finalisti di Sanremo Giovani                                                       | –                                | 973 000        | 19,00%  | [ 139 ] |
| 18      | 29 novembre 2023 | Coez, Frah Quintale, Filippo Volandri                                                                  | –                                | 996 000        | 19,10%  | [ 140 ] |
| 19      | 30 novembre 2023 | Angelina Mango                                                                                         | –                                | 1 078 000      | 20,30%  | [ 141 ] |
| 20      | 1º dicembre 2023 | Augustafolk, Ermal Meta                                                                                | Antonella Clerici                | 974 000        | 19,20%  | [ 142 ] |
| 21      | 4 dicembre 2023  | Amadeus, Alexia                                                                                        | –                                | 985 000        | 19,20%  | [ 143 ] |
| 22      | 5 dicembre 2023  | Ilenia Pastorelli                                                                                      | Maria De Filippi                 | 1 048 000      | 20,30%  | [ 144 ] |
| 23      | 6 dicembre 2023  | Mario Biondi                                                                                           | –                                | 998 000        | 20,40%  | [ 145 ] |
| 24      | 7 dicembre 2023  | Carolina Benvenga, Vincenzo Mollica                                                                    | –                                | 953 000        | 19,90%  | [ 146 ] |
| 25      | 8 dicembre 2023  | Matthew Lee                                                                                            | –                                | 626 000        | 16,70%  | [ 147 ] |
| 26      | 11 dicembre 2023 | Luca Argentero                                                                                         | Gianni Morandi                   | 965 000        | 19,90%  | [ 148 ] |
| 27      | 12 dicembre 2023 | Coro Le mani avanti                                                                                    | –                                | 948 000        | 19,50%  | [ 149 ] |
| 28      | 13 dicembre 2023 | The Violin Twins                                                                                       | –                                | 883 000        | 17,95%  | [ 150 ] |
| 29      | 14 dicembre 2023 | Fulminacci, Gabriele Muccino                                                                           | –                                | 928 000        | 18,60%  | [ 151 ] |
| 30      | 15 dicembre 2023 | Pio e Amedeo, Nicol Angelozzi, Pauline Fanton, Edoardo Giugliarelli                                    | –                                | 875 000        | 17,60%  | [ 152 ] |
| 31      | 18 dicembre 2023 | Tommaso Paradiso, Max Mariola                                                                          | –                                | 965 000        | 19,10%  | [ 153 ] |
| 32      | 19 dicembre 2023 | Noemi                                                                                                  | Federico Taddia, Amadeus         | 972 000        | 19,50%  | [ 154 ] |
| 33      | 20 dicembre 2023 | Fabio De Luigi, Claudio Cecchetto                                                                      | –                                | 1 049 000      | 20,70%  | [ 155 ] |
| 34      | 21 dicembre 2023 | Francesca Michielin                                                                                    | –                                | 945 000        | 19,60%  | [ 156 ] |
| 35      | 22 dicembre 2023 | Roberto Sergio, Tommaso Labate                                                                         | –                                | 975 000        | 19,80%  | [ 157 ] |
| 36      | 15 gennaio 2024  | Biagio Antonacci                                                                                       | Amadeus                          | 960 000        | 20,10%  | [ 158 ] |
| 37      | 16 gennaio 2024  | Paola & Chiara                                                                                         | –                                | 1 039 000      | 20,30%  | [ 159 ] |
| 38      | 17 gennaio 2024  | Ditonellapiaga                                                                                         | –                                | 930 000        | 19,00%  | [ 160 ] |
| 39      | 18 gennaio 2024  | Pietro Castellitto, Benedetta Porcaroli                                                                | –                                | 896 000        | 18,10%  | [ 161 ] |
| 40      | 19 gennaio 2024  | Syria                                                                                                  | –                                | 927 000        | 18,70%  | [ 162 ] |
| 41      | 22 gennaio 2024  | Gigi D'Alessio, Valerio Staffelli, Rebecca Staffelli                                                   | Federico Taddia, Amadeus         | 911 000        | 18,10%  | [ 163 ] |
| 42      | 23 gennaio 2024  | Alessandro Cattelan                                                                                    | –                                | 965 000        | 19,90%  | [ 164 ] |
| 43      | 24 gennaio 2024  | Cast del musical di Pippi Calzelunghe, Carlotta Proietti                                               | –                                | 1 008 000      | 19,80%  | [ 165 ] |
| 44      | 25 gennaio 2024  | Francesco Mandelli, Chiara Galiazzo e I Desideri                                                       | –                                | 918 000        | 19,20%  | [ 166 ] |
| 45      | 26 gennaio 2024  | Filarmonica di Casaprota, Valerio Lundini e I VazzaNikki                                               | Amadeus                          | 923 000        | 17,40%  | [ 167 ] |
| 46      | 29 gennaio 2024  | Levante                                                                                                | Alessia Marcuzzi                 | 965 000        | 19,80%  | [ 168 ] |
| 47      | 30 gennaio 2024  | Francesco Gabbani                                                                                      | Giorgia, Emanuel Lo              | 977 000        | 19,70%  | [ 169 ] |
| 48      | 31 gennaio 2024  | Pfunkingband                                                                                           | –                                | 1 000 000      | 19,80%  | [ 170 ] |
| 49      | 1º febbraio 2024 | Barbara Cola e il cast del musical Saranno famosi                                                      | –                                | 1 006 000      | 20,30%  | [ 171 ] |
| 50      | 2 febbraio 2024  | Alessia Marcuzzi                                                                                       | –                                | 995 000        | 20,20%  | [ 172 ] |
| 51      | 5 febbraio 2024  | Amadeus, Alessia Marcuzzi                                                                              | –                                | 1 049 000      | 21,40%  | [ 173 ] |
| 52      | 12 febbraio 2024 | Alessia Marcuzzi, Angelina Mango                                                                       | Antonella Clerici                | 1 085 000      | 21,70%  | [ 174 ] |
| 53      | 13 febbraio 2024 | Diodato                                                                                                | –                                | 1 072 000      | 22,50%  | [ 175 ] |
| 54      | 14 febbraio 2024 | Pilar Fogliati                                                                                         | –                                | 1 044 000      | 20,60%  | [ 176 ] |
| 55      | 15 febbraio 2024 | – | –                                | 1 111 000      | 21,80%  | [ 177 ] |
| 56      | 16 febbraio 2024 | Ricchi e Poveri                                                                                        | Rosaria Galeano                  | 1 003 000      | 19,90%  | [ 178 ] |
| 57      | 19 febbraio 2024 | Fiorella Mannoia                                                                                       | Giovanni Malagò                  | 998 000        | 19,60%  | [ 179 ] |
| 58      | 20 febbraio 2024 | Alessandra Amoroso                                                                                     | –                                | 1 078 000      | 20,82%  | [ 180 ] |
| 59      | 21 febbraio 2024 | – | –                                | 941 000        | 18,50%  | [ 181 ] |
| 60      | 22 febbraio 2024 | Emma Marrone                                                                                           | –                                | 1 015 000      | 19,65%  | [ 182 ] |
| 61      | 23 febbraio 2024 | Il Tre                                                                                                 | –                                | 1 015 000      | 20,00%  | [ 183 ] |
| 62      | 26 febbraio 2024 | Annalisa                                                                                               | –                                | 1 083 000      | 20,30%  | [ 184 ] |
| 63      | 27 febbraio 2024 | Fabio Camilli, Sofia Camilli                                                                           | –                                | 1 045 000      | 19,80%  | [ 185 ] |
| 64      | 28 febbraio 2024 | Dargen D'Amico                                                                                         | –                                | 1 016 000      | 19,40%  | [ 186 ] |
| 65      | 29 febbraio 2024 | Il Volo                                                                                                | –                                | 1 057 000      | 20,00%  | [ 187 ] |
| 66      | 1º marzo 2024    | Negramaro                                                                                              | –                                | 1 085 000      | 20,80%  | [ 188 ] |
| 67      | 4 marzo 2024     | The Kolors, Max Giusti                                                                                 | –                                | 987 000        | 19,60%  | [ 189 ] |
| 68      | 5 marzo 2024     | BigMama                                                                                                | –                                | 1 060 000      | 20,30%  | [ 190 ] |
| 69      | 6 marzo 2024     | Mr. Rain                                                                                               | –                                | 1 031 000      | 19,70%  | [ 191 ] |
| 70      | 7 marzo 2024     | Micol Mills                                                                                            | Amadeus                          | 1 052 000      | 20,45%  | [ 192 ] |
| 71      | 8 marzo 2024     | Alberto Matano                                                                                         | Antonello Venditti               | 1 049 000      | 20,40%  | [ 193 ] |
| 72      | 11 marzo 2024    | Giorgia                                                                                                | –                                | 1 042 000      | 19,73%  | [ 194 ] |
| 73      | 12 marzo 2024    | Stefano Di Battista, Giovanni Cutello, Matteo Cutello                                                  | –                                | 970 000        | 18,60%  | [ 195 ] |
| 74      | 13 marzo 2024    | Riccardo Scamarcio                                                                                     | –                                | 1 145 000      | 21,60%  | [ 196 ] |
| 75      | 14 marzo 2024    | – | –                                | 1 050 000      | 19,40%  | [ 197 ] |
| 76      | 15 marzo 2024    | Tananai                                                                                                | –                                | 1 029 000      | 19,40%  | [ 198 ] |
| 77      | 18 marzo 2024    | – | –                                | 1 085 000      | 20,65%  | [ 199 ] |
| 78      | 19 marzo 2024    | La Sad                                                                                                 | –                                | 1 020 000      | 19,70%  | [ 200 ] |
| 79      | 20 marzo 2024    | Claudio Santamaria                                                                                     | Amadeus                          | 1 048 000      | 20,00%  | [ 201 ] |
| 80      | 21 marzo 2024    | Rose Villain                                                                                           | –                                | 1 034 000      | 19,26%  | [ 202 ] |
| 81      | 22 marzo 2024    | Andrea Monda, Lorenzo Licitra, Anggun, Frankie hi-nrg mc e il resto del cast di Jesus Christ Superstar | –                                | 1 021 000      | 19,80%  | [ 203 ] |
| 82      | 25 marzo 2024    | Rosa Chemical                                                                                          | –                                | 1 019 000      | 19,60%  | [ 204 ] |
| 83      | 26 marzo 2024    | – | –                                | 974 000        | 18,00%  | [ 205 ] |
| 84      | 27 marzo 2024    | Virginia Raffaele                                                                                      | Andrea Fabiano                   | 1 129 000      | 20,30%  | [ 206 ] |
| 85      | 3 aprile 2024    | – | Francesca Fagnani                | 907 000        | 18,60%  | [ 207 ] |
| 86      | 4 aprile 2024    | Neri Marcorè                                                                                           | –                                | 954 000        | 19,20%  | [ 208 ] |
| 87      | 5 aprile 2024    | Boomdabash                                                                                             | –                                | 995 000        | 19,90%  | [ 209 ] |
| 88      | 8 aprile 2024    | Rocco Hunt                                                                                             | Sofia Goggia                     | 951 000        | 18,59%  | [ 210 ] |
| 89      | 9 aprile 2024    | – | –                                | 1 026 000      | 20,10%  | [ 211 ] |
| 90      | 10 aprile 2024   | Gianluca Guidi                                                                                         | –                                | 923 000        | 17,26%  | [ 212 ] |
| 91      | 11 aprile 2024   | Michela Giraud                                                                                         | –                                | 1 028 000      | 19,50%  | [ 213 ] |
| 92      | 12 aprile 2024   | Tony Effe                                                                                              | –                                | 978 000        | 19,30%  | [ 214 ] |
| 93      | 15 aprile 2024   | Malika Ayane                                                                                           | –                                | 962 000        | 19,00%  | [ 215 ] |
| 94      | 16 aprile 2024   | – | –                                | 1 019 000      | 19,30%  | [ 216 ] |
| 95      | 17 aprile 2024   | Giorgia, Emanuel Lo                                                                                    | –                                | 977 000        | 18,90%  | [ 217 ] |
| 96      | 18 aprile 2024   | – | –                                | 895 000        | 17,00%  | [ 218 ] |
| 97      | 19 aprile 2024   | Jack Savoretti, Natalie Imbruglia                                                                      | –                                | 932 000        | 18,00%  | [ 219 ] |
| 98      | 22 aprile 2024   | Max Pezzali                                                                                            | –                                | 965 000        | 18,90%  | [ 220 ] |
| 99      | 23 aprile 2024   | La Rappresentante di Lista, Elena Capparelli                                                           | –                                | N.D.           | N.D.    | N.D.    |
| 100     | 24 aprile 2024   | Gianna Nannini                                                                                         | –                                | 1 025 000      | 20,03%  | [ 221 ] |
| 101     | 25 aprile 2024   | Enzo Avitabile                                                                                         | –                                | 727 000        | 17,22%  | [ 222 ] |
| 102     | 26 aprile 2024   | Paolo Santo, Elodie                                                                                    | –                                | 926 000        | 20,42%  | [ 223 ] |
| 103     | 29 aprile 2024   | Nicola Savino                                                                                          | Roberto Bolle                    | 972 000        | 20,50%  | [ 224 ] |
| 104     | 30 aprile 2024   | – | –                                | 978 000        | 20,50%  | [ 225 ] |
| 105     | 1º maggio 2024   | Coma Cose, Rosaria Galeano                                                                             | –                                | 719 000        | 18,00%  | [ 226 ] |
| 106     | 2 maggio 2024    | Leo Gassmann                                                                                           | –                                | 1 023 000      | 19,30%  | [ 227 ] |
| 107     | 3 maggio 2024    | Carmen Russo, Enzo Paolo Turchi, Angelo Madonia, Gabriele Muccino                                      | –                                | 952 000        | 18,60%  | [ 228 ] |
| 108     | 6 maggio 2024    | Sofia Goggia, Raf                                                                                      | –                                | 999 000        | 19,70%  | [ 229 ] |
| 109     | 7 maggio 2024    | Noemi                                                                                                  | Angelina Mango                   | 986 000        | 19,20%  | [ 230 ] |
| 110     | 8 maggio 2024    | Orietta Berti                                                                                          | –                                | 1 022 000      | 19,60%  | [ 231 ] |
| 111     | 9 maggio 2024    | Arisa                                                                                                  | –                                | 1 057 000      | 20,00%  | [ 232 ] |
| 112     | 10 maggio 2024   | Stefano Coletta, Giorgia Cardinaletti, Amadeus, Jovanotti                                              | Ultimo                           | 1 299 000      | 24,30%  | [ 233 ] |
| Media   | Media            | Media                                                                                                  | Media                            | 999 000        | 19,64%  |         |

### Viva Rai2! Viva Sanremo!
| Puntata | Messa in onda   | Ospiti                                                                          | Ospiti                           | Ascolti        | Ascolti     | Ascolti     | Ascolti        | Ascolti       | Ascolti       |
| Puntata | Messa in onda   | Dal vivo                                                                        | In collegamento video/telefonico | Prima parte    | Prima parte | Prima parte | Seconda parte  | Seconda parte | Seconda parte |
| Puntata | Messa in onda   | Dal vivo                                                                        | In collegamento video/telefonico | Telespettatori | Share       | Fonte       | Telespettatori | Share         | Fonte         |
| ------- | --------------- | ------------------------------------------------------------------------------- | -------------------------------- | -------------- | ----------- | ----------- | -------------- | ------------- | ------------- |
| 1       | 6 febbraio 2024 | Marco Mengoni, Il Volo, Manuela Moreno                                          | –                                | –              | –           | –           | 1 573 000      | 58,25%        | [ 234 ]       |
| 2       | 7 febbraio 2024 | Mahmood, Amadeus, Giorgia, Orietta Berti, La Sad                                | –                                | 2 333 000      | 56,58%      | [ 234 ]     | 1 294 000      | 51,22%        | [ 235 ]       |
| 3       | 8 febbraio 2024 | Ghali, Gianni Morandi, Alessandra Chillemi, The Kolors, Maninni, Enrico Brun    | –                                | 2 521 000      | 57,86%      | [ 235 ]     | 1 337 000      | 50,47%        | [ 236 ]       |
| 4       | 9 febbraio 2024 | Paola & Chiara, Diodato, Lorella Cuccarini, Angelina Mango, Giuseppe Vessicchio | Rosaria Galeano                  | –              | –           | –           | 1 931 000      | 61,00%        | [ 237 ]       |